# Lasiodora saeva
Lasiodora saeva é uma espécie de aranha pertencente à família Theraphosidae (tarântulas).